# Erechthias darwini
Erechthias darwini är en fjärilsart som beskrevs av Robinson 1983. Erechthias darwini ingår i släktet Erechthias och familjen äkta malar. Inga underarter finns listade i Catalogue of Life.